# Setia Jaya
Setia Jaya is een bestuurslaag in het regentschap Musi Banyuasin van de provincie Zuid-Sumatra, Indonesië. Setia Jaya telt 2385 inwoners (volkstelling 2010).